# 火龙镇
火龙镇，是中华人民共和国河南省禹州市下辖的一个乡镇级行政单位。大型龙山文化晚期遗址瓦店遗址位于火龙镇瓦店村东部和西北部的台地上。

## 行政区划
火龙镇下辖以下地区：
火龙村、马寨村、葛村、西王楼村、西崔庄村、东汪楼村、东贾楼村、西郭楼村、任庄村、后董村、刘沟村、扇刘村、太和府楼村、瓦店村、后陈庄村、东王庄村、龙东村、龙西村、西丁庄村、老官陈村、张楼村、宋楼村、火山赵村、西王庄村、盆亓村和关帝庙村。